# Manuel Kubli
Manuel Kubli (sinh ngày 9 tháng 4 năm 1995) là một cầu thủ bóng đá người Thụy Sĩ thi đấu cho FC Rapperswil-Jona.